# Aleksandr Serov (ciclista)
Aleksandr Serguéievitx Serov (en rus Александр Сергеевич Серов) (Vyborg, 12 de novembre de 1982) és un ciclista rus, ja retirat, professional des del 2001 fins al 2016. Ha combinat la carretera amb el ciclisme en pista on ha obtingut una medalla als Campionats del Món i diverses proves de la Copa del Món. El 2008 i 2012 va prendre part als Jocs Olímpics d'Estiu. Destaca una quarta posició en la prova de persecució per equips als Jocs del 2012. Una vegada retirat es va incorporar a la direcció tècnica de l'equip Gazprom-RusVelo.

## Palmarès en ruta
- 2006
  - 1r a la París-Mantes-en-Yvelines
- 2007
  - Vencedor d'una etapa de la Volta a la Gran Bretanya
- 2011
  - Vencedor d'una etapa de la Fletxa del sud
- 2012
  - Vencedor d'una etapa de la Volta a Múrcia
- 2013
  - Vencedor d'una etapa de la Volta a Portugal
  - Vencedor d'una etapa de la Volta a Costa Rica

### Resultats al Giro d'Itàlia
- 2008. 124è de la Classificació General
- 2009. 117è de la Classificació General
- 2016. 128è de la classificació general

## Palmarès en pista
- 2011
  -  Campió de Rússia en Madison (amb Aleksei Màrkov)
  -  Campió de Rússia en Persecució per equips (amb Evgueni Kovalev, Ivan Kovaliov i Aleksei Màrkov)
- 2012
  -  Campió d'Europa en Persecució per equips (amb Artur Ierxov, Valeri Kaikov i Aleksei Màrkov)
- 2013
  -  Campió de Rússia en Persecució per equips (amb Evgueni Kovalev, Artur Ierxov i Ivan Savitskiy)

### Resultats a laCopa del Món
- 2002
  - 1r a Moscou, en Persecució per equips
- 2003
  - 1r a Moscou, en Persecució per equips
- 2005-2006
  - 1r a Los Angeles, en Persecució per equips
- 2006-2007
  - 1r a la Classificació general i a la prova de Sydney, en Persecució
  - 1r a Sydney, en Persecució per equips
- 2010-2011
  - 1r a Pequín, en Persecució per equips
- 2011-2012
  - 1r a Astanà i Pequín, en Persecució per equips
- 2012-2013
  - 1r a Aguascalientes, en Persecució per equips
- 2015-2016
  - 1r a Cali, en Persecució per equips